# Colònia (Alemanya)
|  | Aquest article tracta sobre la ciutat alemanya de Colònia. Vegeu-ne altres significats a «Colònia». |

Colònia o Colonya (alemany: Köln; en alemany de Colonya: Kölle ; en neerlandès: Keulen) és una ciutat d'Alemanya situada a l'oest del país, al nord de Bonn i al sud de Düsseldorf. Travessada pel Rin, el seu centre és a la riba esquerra del riu, que l'ha inundat repetidament. Colònia és la quarta ciutat d'Alemanya (1.087.863 habitants el 2021) i la més gran de l'estat de Rin del Nord-Westfàlia (la capital del qual és tanmateix Düsseldorf). A l'aglomeració urbana de Colònia hi viuen més d'un milió d'habitants. És la capital de la Regierungsbezirk Köln i oficiosament de la Rheinland. D'ençà de l'edat mitjana és un important centre eclesiàstic i polític.

## Història
El seu nom original era Oppidum Ubiorum, és a dir, 'ciutat dels ubis', poble germànic que fou establert per Agripa en temps d'August a l'oest del Rin per protegir-los dels atacs dels seus veïns, els cats. Agripina, filla de Germànic i més tard esposa de l'emperador Claudi, hi va néixer durant el govern del seu pare a la regió, i temps després, l'any 51, va convèncer el seu marit, l'emperador Claudi, d'enviar-hi una colònia de veterans, que va portar el seu nom: Colònia Agripina (una inscripció l'esmenta com a Colonia Claudia Augusta Agrippinensium). Fou una de les primeres colònies romanes de la Germània, conjuntament amb Augusta Vindelicorum i Augusta Ràurica.
Tàcit diu que els ubis també eren anomenat agripesos, pel nom de la colònia. La colònia fou de dret itàlic (ius Italici), un privilegi excepcional (però de fet no se sap si ho fou de bon començament o més tard); això volia dir que el govern municipal i bona part de la jurisdicció civil estava en mans dels magistrats de la ciutat (que potser es deien duumvirs com en altres llocs) i de la Ordo o Cúria, mentre que la jurisdicció criminal i les matèries civils més destacades estaven en mans dels cònsols governadors de Germània Inferior o Secunda, que més tard van tenir residència a la ciutat quan fou declarada metròpoli (capital) de la província. Aule Vitel·li era governador de la província quan fou proclamat emperador a Colònia. També era a la ciutat Trajà quan va morir Nerva (98 aC) i fou proclamat emperador.
Conquerida pels francs, fou recuperada per Julià l'Apòstata el 356, i en el seu temps fou una plaça amb grans fortificacions. A Notitia Imperium és esmentada com a Metropolis civitas Agrippinensium. Abans del 450 ja estava en mans dels francs i és possible que fos recuperada temporalment per Aeci, però la van perdre un altre cop perquè Khilderic I, el pare de Clodoveu I, tenia la ciutat a les seves mans i en va respectar les fortificacions (en canvi va destruir les de Trèveris). Clodoveu la va fer la seva capital.

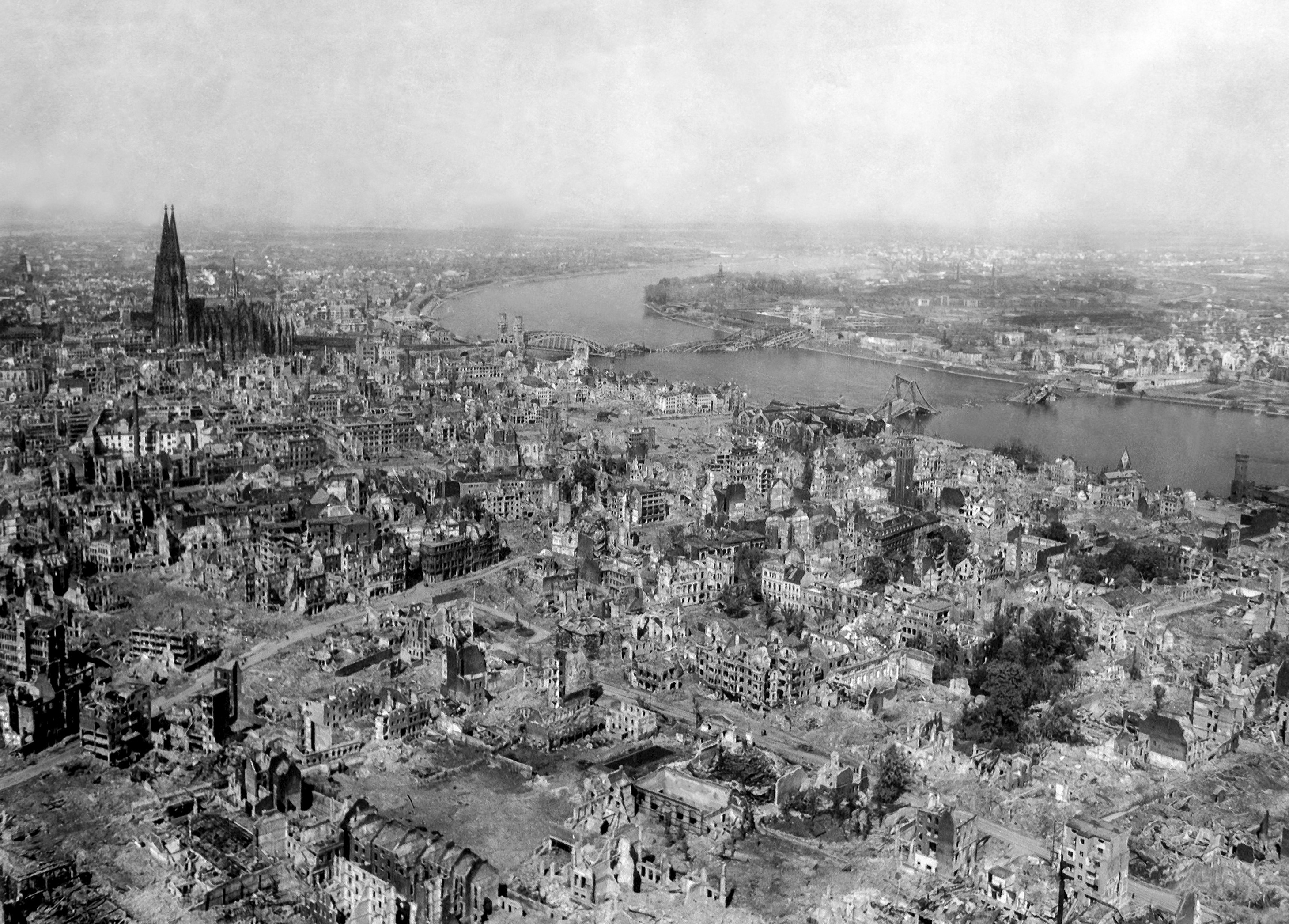
Devastació de la ciutat de Colònia al 1945

Hi queden algunes restes del període romà: la porta Clàudia, algunes restes de muralles, i estàtues, sarcòfags i altres elements.
Amb la partició del regne franc va quedar dins de Germània, i durant l'edat mitjana va tenir un arquebisbe que fou elector de l'Imperi (vegeu Arquebisbat de Colònia).
A començaments del segle xix i a conseqüència de les guerres Napoleòniques aquest territori va passar a ser una subprefectura de l'antic departament francès del Roer i després del congrés de Viena es va adherir a la Confederació Germànica sota el control de Prússia.
Després de la Primera Guerra Mundial va romandre ocupada fins al 1926, quan les tropes aliades evacuaren la ciutat. Anys més tard, durant la Segona Guerra Mundial, Colònia va ser durament bombardejada pels aliats, ja que era una important zona industrial. Cap al maig de 1945, la ciutat va quedar destruïda en un 80% i enderrocada. Només va quedar dreta la catedral gòtica.
Alemanya ocupada 1945-1949
El 5 de març de 1945 prenen la ciutat els nord-americans. La sèrie d'atacs destructius a Colònia el 1945 va deixar la ciutat en un estat de ruïna. Després dels 262 bombardejos aliats entre 1940 i 1945, la ciutat va perdre el 95 % de la seva població. No tornarà a ser com abans de la guerra fins al 1959.
El 1946 s'hi instal·la la seu del cos d'exèrcit de la zona d'ocupació belga. El 1949 es va convertir en un "nínxol" de l'OTAN.
1949-present
Igual que Alemanya Occidental, la ciutat experimenta progressivament un miracle econòmic i va veure augmentar la seva població.
La catedral va romandre dempeus, però la seva volta va ser destruïda. La ciutat es va reconstruir a partir dels anys cinquanta i molts edificis han estat restaurats de la mateixa manera. El 1968 va quedar enllestida la primera línia de metro.
Del 1978 al 1979 durant els processos de Colònia, tres alts funcionaris de la deportació jueva de França, Kurt Lischka, Ernst Heinrichsohn i Herbert Hagen van ser jutjats per crims contra la humanitat i condemnats.
El 1981 es va acabar la torre Colonius, una torre de telecomunicacions de 266 m d'alçada.
Es proclama l'any 1985 "any de les esglésies romàniques "Oportunitat especial per a les dotze basíliques romàniques de Colònia construïdes entre el segle X i el XIII.
El 1988 es va obrir el Centre de Documentació sobre el Nazisme, situat a EL-DE-Haus. L'ajuntament havia decidit des del 1979 convertir-lo en un lloc de memòria dedicat a les víctimes del nacionalsocialisme.
El 1998 s'obre el Lanxess Arena.
El 1999, Colònia va acollir la cimera del G8 del 1999.
Segle XXI

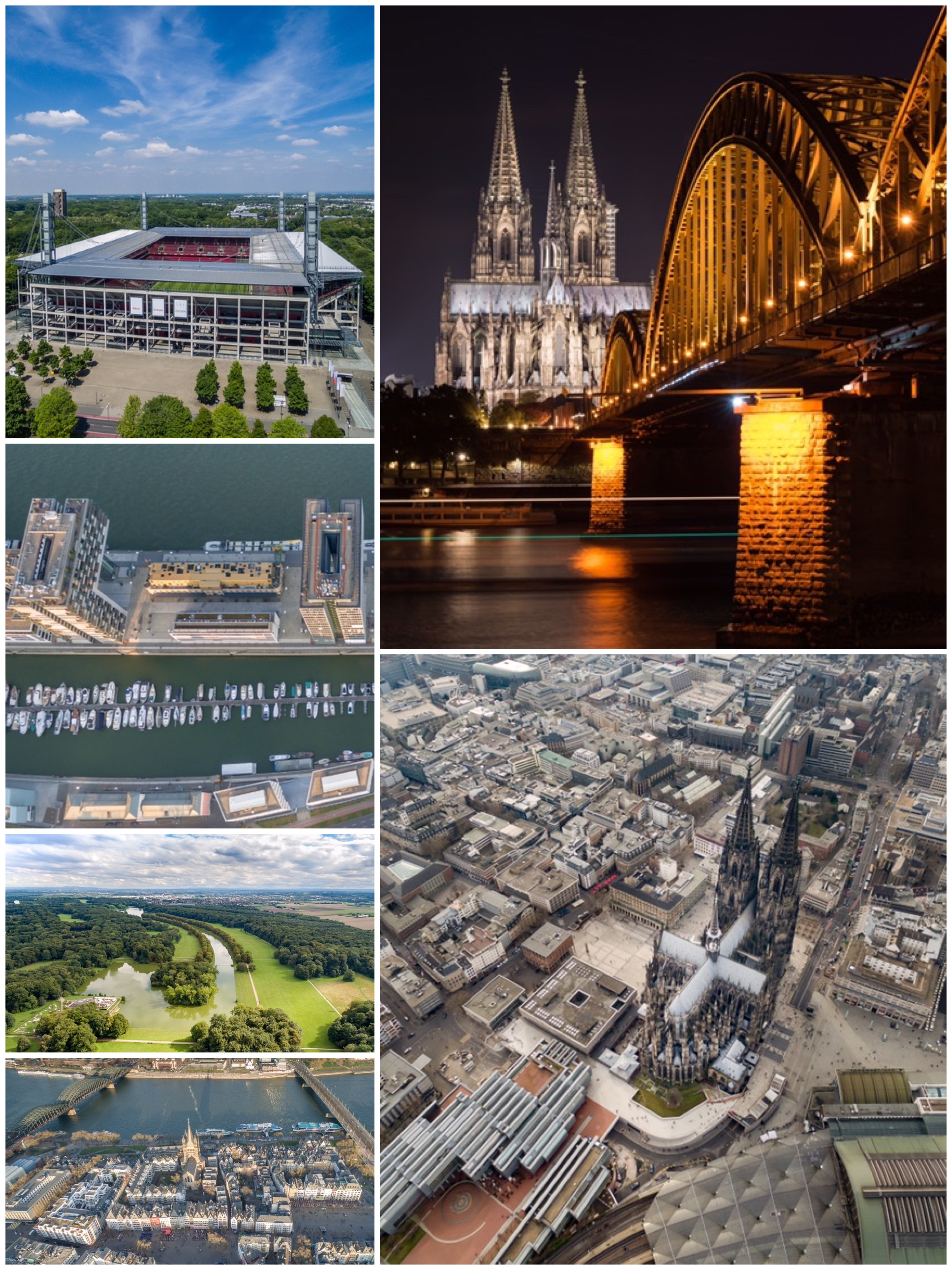
RheinEnergieStadion, Rheinauhafen, Green Belt, Old Town North, Catedral de Colònia.

Colònia ara acull moltes seus corporatives, així com esdeveniments internacionals a Koelnmesse, com Gamescom i Photokina.
El pont Hohenzollern és el pont ferroviari més transitat d'Alemanya. Finalment, la planificació urbana de Colònia experimenta un canvi ràpid i inclou dos districtes nous resultants d'una operació de renovació urbana i destinats a donar cabuda a les empreses en noves tecnologies.: MediaPark i Rheinauhafen. Edificis amb una arquitectura notable, el Kölnturm es va acabar el 2001, el Weltstadthaus el 2005 i el triangle de Köln el 2006.
S'hi organitzen diversos esdeveniments internacionals. El 2005 la ciutat acull la XX Jornada Mundial de la Joventut 2005. El 2006, Colònia va organitzar diversos partits de futbol de la Copa del Món i el 2010 els Jocs Gay.
La ciutat és objecte d'atenció mediàtica mundial després d'una onada d'agressions sexuals de bandes, robatoris, robatoris i almenys dos casos de — tot dirigida contra les dones - que afecten principalment la ciutat del Rin durant les celebracions de l'any nou el 31 de desembre de 2015.

## Geografia
L'espai urbà s'estén per 405,16 km² (230,25 km² a la riba esquerra del Rin, 174,87 km² a la riba dreta). Només les ciutats de Berlín i Hamburg i quatre ciutats de Saxònia-Anhalt i Brandenburg tenen una àrea urbana més gran a Alemanya.
La ciutat es troba a la baia de Colònia, una línia de costa en forma d'embut conformada pel curs del riu entre les vessants del Bergisches Land i l'Eifel després del seu pas pel massís esquistà del Rin, una posició protegida que confereix a l'aglomeració un clima relativament suau. La ciutat es troba en una gran zona de transició entre un clima oceànic temperat i un clima continental amb hiverns suaus (mitjana de gener) : 2,4 ° C) i estius moderadament calorosos (mitjana de juliol : 18,3 ° C). La precipitació mitjana anual és de 798 mil·límetres, que correspon a la mitjana alemanya.
Ubicada a la vora del riu Rin, limita al nord amb el districte de Rhein-Kreis Neuss, al nord-est amb la ciutat de Leverkusen, a l'est amb el districte de Rheinisch-Bergischer Kreis (pobles de Bergisch Gladbach i Rösrath), al sud amb el districte de Rhein-Sieg (pobles de Troisdorf i Niederkassel), al sud-oest i oest amb el districte de Rhein-Erft-Kreis (pobles de Wesseling, Brühl, Hürthl, Frechen, Pulheim i Dormagen).

### Clima
Colònia és una de les ciutats més càlides d'Alemanya. Té un clima temperat-oceànic. Té poques hores de sol, 1568 de mitjana a l'any.
| Dades climàtiques a Cologne/Bonn Airport 1981-2010, extremes 1981-present | Dades climàtiques a Cologne/Bonn Airport 1981-2010, extremes 1981-present | Dades climàtiques a Cologne/Bonn Airport 1981-2010, extremes 1981-present | Dades climàtiques a Cologne/Bonn Airport 1981-2010, extremes 1981-present | Dades climàtiques a Cologne/Bonn Airport 1981-2010, extremes 1981-present | Dades climàtiques a Cologne/Bonn Airport 1981-2010, extremes 1981-present | Dades climàtiques a Cologne/Bonn Airport 1981-2010, extremes 1981-present | Dades climàtiques a Cologne/Bonn Airport 1981-2010, extremes 1981-present | Dades climàtiques a Cologne/Bonn Airport 1981-2010, extremes 1981-present | Dades climàtiques a Cologne/Bonn Airport 1981-2010, extremes 1981-present | Dades climàtiques a Cologne/Bonn Airport 1981-2010, extremes 1981-present | Dades climàtiques a Cologne/Bonn Airport 1981-2010, extremes 1981-present | Dades climàtiques a Cologne/Bonn Airport 1981-2010, extremes 1981-present | Dades climàtiques a Cologne/Bonn Airport 1981-2010, extremes 1981-present |
| Mes                                                                       | gen                                                                       | febr                                                                      | març                                                                      | abr                                                                       | maig                                                                      | juny                                                                      | jul                                                                       | ag                                                                        | set                                                                       | oct                                                                       | nov                                                                       | des                                                                       | anual                                                                     |
| ------------------------------------------------------------------------- | ------------------------------------------------------------------------- | ------------------------------------------------------------------------- | ------------------------------------------------------------------------- | ------------------------------------------------------------------------- | ------------------------------------------------------------------------- | ------------------------------------------------------------------------- | ------------------------------------------------------------------------- | ------------------------------------------------------------------------- | ------------------------------------------------------------------------- | ------------------------------------------------------------------------- | ------------------------------------------------------------------------- | ------------------------------------------------------------------------- | ------------------------------------------------------------------------- |
| Màxima rècord °C (°F)                                                     | 16.2 (61.2)                                                               | 20.7 (69.3)                                                               | 25.0 (77)                                                                 | 29.0 (84.2)                                                               | 34.4 (93.9)                                                               | 36.8 (98.2)                                                               | 37.3 (99.1)                                                               | 38.8 (101.8)                                                              | 32.8 (91)                                                                 | 27.6 (81.7)                                                               | 20.2 (68.4)                                                               | 16.6 (61.9)                                                               | 38.8 (101.8)                                                              |
| Màxima mitjana °C (°F)                                                    | 5.4 (41.7)                                                                | 6.7 (44.1)                                                                | 10.9 (51.6)                                                               | 15.1 (59.2)                                                               | 19.3 (66.7)                                                               | 21.9 (71.4)                                                               | 24.4 (75.9)                                                               | 24.0 (75.2)                                                               | 19.9 (67.8)                                                               | 15.1 (59.2)                                                               | 9.5 (49.1)                                                                | 5.9 (42.6)                                                                | 14.8 (58.6)                                                               |
| Mitjana diària °C (°F)                                                    | 2.6 (36.7)                                                                | 2.9 (37.2)                                                                | 6.3 (43.3)                                                                | 9.7 (49.5)                                                                | 14.0 (57.2)                                                               | 16.6 (61.9)                                                               | 18.8 (65.8)                                                               | 18.1 (64.6)                                                               | 14.5 (58.1)                                                               | 10.6 (51.1)                                                               | 6.3 (43.3)                                                                | 3.3 (37.9)                                                                | 10.3 (50.5)                                                               |
| Mínima mitjana °C (°F)                                                    | −0.6 (30.9)                                                               | −0.7 (30.7)                                                               | 2.0 (35.6)                                                                | 4.2 (39.6)                                                                | 8.1 (46.6)                                                                | 11.0 (51.8)                                                               | 13.2 (55.8)                                                               | 12.6 (54.7)                                                               | 9.8 (49.6)                                                                | 6.7 (44.1)                                                                | 3.1 (37.6)                                                                | 0.4 (32.7)                                                                | 5.8 (42.4)                                                                |
| Mínima rècord °C (°F)                                                     | −23.4 (−10.1)                                                             | −19.2 (−2.6)                                                              | −12.0 (10.4)                                                              | −8.8 (16.2)                                                               | −2.2 (28)                                                                 | 1.4 (34.5)                                                                | 2.9 (37.2)                                                                | 1.9 (35.4)                                                                | 0.2 (32.4)                                                                | −6.0 (21.2)                                                               | −10.4 (13.3)                                                              | −16.0 (3.2)                                                               | −23.4 (−10.1)                                                             |
| Precipitació mitjana mm (polzades)                                        | 62.1 (2.445)                                                              | 54.2 (2.134)                                                              | 64.6 (2.543)                                                              | 53.9 (2.122)                                                              | 72.2 (2.843)                                                              | 90.7 (3.571)                                                              | 85.8 (3.378)                                                              | 75.0 (2.953)                                                              | 74.9 (2.949)                                                              | 67.1 (2.642)                                                              | 67.0 (2.638)                                                              | 71.1 (2.799)                                                              | 838.6 (33.016)                                                            |
| Mitjana mensual d'hores de sol                                            | 54.0                                                                      | 78.8                                                                      | 120.3                                                                     | 167.2                                                                     | 193.0                                                                     | 193.6                                                                     | 209.7                                                                     | 194.2                                                                     | 141.5                                                                     | 109.2                                                                     | 60.7                                                                      | 45.3                                                                      | 1.567,5                                                                   |
| Font: Data derived from Deutscher Wetterdienst                            |                                                                           |                                                                           |                                                                           |                                                                           |                                                                           |                                                                           |                                                                           |                                                                           |                                                                           |                                                                           |                                                                           |                                                                           |                                                                           |

### Població
Amb gairebé 1,087 milions d'habitants el 2019, Colònia és la ciutat més gran del país, per davant de Düsseldorf i Dortmund i la quarta ciutat d'Alemanya per població, per darrere de Berlín, Hamburg i Múnic.
Travessada pel Rin, la seva aglomeració de més de dos milions d'habitants constitueix el sud de l'àrea metropolitana Rin-Ruhr, al cor de la megalòpoli europea.
La ciutat és força cosmopolita: el 2019, 19.4 El% de la seva població és de nacionalitat estrangera. El 2009, prop de 400.000 cristians i 120.000 musulmans vivien a Colònia. També hi ha una gran minoria kurda.

### Subdivisions
Colònia es subdivideix en nou districtes municipals (Stadtbezirke) numerats de l'1 al 9, i 86 barris (Stadtteile):
1. Innenstadt: Altstadt-Nord, Altstadt-Süd, Neustadt-Nord, Neustadt-Süd, Deutz
2. Rodenkirchen: Bayenthal, Godorf, Hahnwald, Immendorf, Marienburg, Meschenich, Raderberg, Raderthal, Rodenkirchen, Rondorf, Sürth, Weiß, Zollstock
3. Lindenthal: Braunsfeld, Junkersdorf, Klettenberg, Lindenthal, Lövenich, Müngersdorf, Sülz, Weiden, Widdersdorf
4. Ehrenfeld: Bickendorf, Bocklemünd / Mengenich, Ehrenfeld (de), Neuehrenfeld, Ossendorf, Vogelsang
5. Nippes: Bilderstöckchen, Longerich, Mauenheim, Niehl, Nippes, Riehl, Weidenpesch
6. Chorweiler: Blumenberg, Chorweiler, Esch / Auweiler, Fühlingen, Heimersdorf, Lindweiler, Merkenich, Pesch, Roggendorf / Thenhoven, Seeberg, Volkhoven / Weiler, Worringen
7. Porz: Eil, Elsdorf, Ensen, Finkenberg, Gremberghoven, Grengel, Langel, Libur, Lind, Poll, Porz, Urbach, Wahn, Wahnheide, Westhoven, Zündorf
8. Kalk: Brück, Höhenberg, Humboldt / Gremberg, Kalk, Merheim, Neubrück, Ostheim, Rath / Heumar, Vingst
9. Mülheim (abans Mülheim-am-Rhein): Buchforst, Buchheim, Dellbrück, Dünnwald, Flittard, Höhenhaus, Holweide, Mülheim, Stammheim

## Organització administrativa

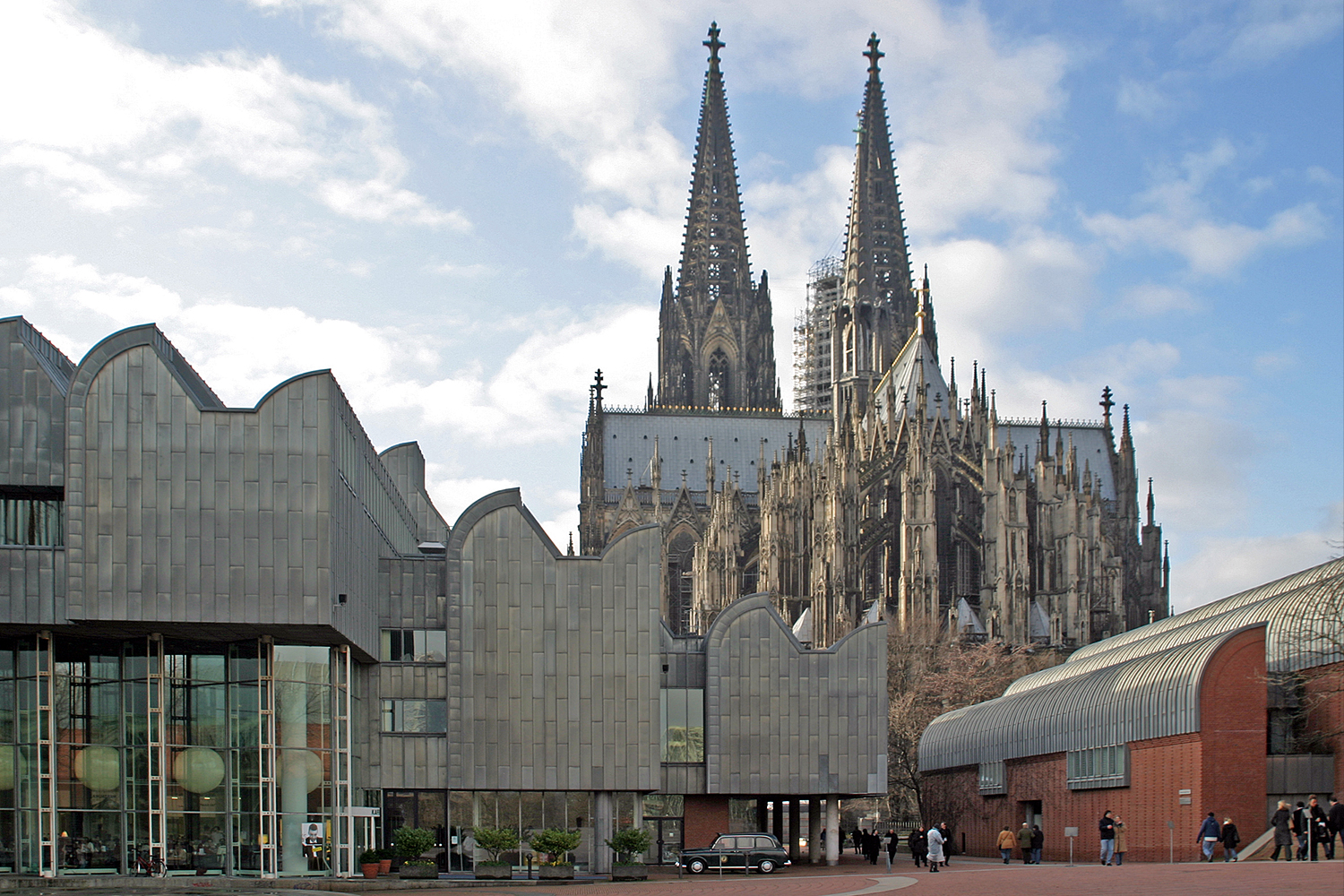
La catedral de Colònia

La ciutat de Colònia està dividida en 9 districtes municipals (Bezirke), i aquests en 85 barris en total. Els districtes són:
1. Innenstadt
2. Rodenkirchen
3. Lindenthal
4. Ehrenfeld
5. Nippes
6. Chorweiler amb el barri de Worringen
7. Porz
8. Kalk
9. Mülheim

## Economia
Colònia és una ciutat comercial i industrial gràcies a ser la ciutat més gran de la regió Rin-Ruhr. Colònia és una de les grans regions industrials del país.
En 2004, la Unió Europea (UE), va fixar a Colònia la seu definitiva de l'Agència Europea de Seguretat Aèria (AESA) que havia sigut fundada el 2002. L'AESA està encarregada de revisar avions, plans de seguretat i les concessions de llicències als pilots. També vigila que es complisca la legislació i que les lleis locals siguen segons les de la UE.
Per altra banda, des d'aquesta ciutat es transmeten deu emissores de ràdio i de televisió, entre les quals destaquen la "Westdeutscher Rundfunk" (WDR), la privada RTL. Amb això Colònia lidera la producció televisiva del país. Aquesta reputació es veu reflectida en el complex urbanístic "Media Park".
Moltes empreses tenen la seva seu a Colònia:
- productes químics, amb 150 empreses a la regió de Colònia,[15] com Lanxess;
- aeronàutica, amb l'Agència Europea de Seguretat Aèria;
- automoció amb la divisió europea del fabricant nord-americà de cotxes Ford, la divisió esportiva Toyota Team Europe, responsable del desenvolupament de vehicles de competició (ral·li, Fórmula 1), el fabricant alemany de motors i màquines Deutz AG, el proveïdor japonès Yazaki, que compta amb les seves seus centrals europees allà, així com Citroën, DAF, Mazda, Volvo, Renault i Renault Trucks.[16]
- els mitjans de comunicació: audiovisual amb els canals de televisió RTL Television, WDR, VOX, Super RTL, N-tv; ràdio amb Deutsche Welle, Deutschlandradio; edició, amb Taschen; editors de música (per exemple, Grup EMI); la premsa amb el Kölner Stadt-Anzeiger, el Kölnische Rundschau i el diari regional Express.
- IT, amb Pixum, Microsoft; Electronic Arts, seu alemanya des del 2001;[17]
- transport, amb la companyia aèria Lufthansa, així com la companyia postal UPS, que hi té el seu principal lloc de trànsit europeu;

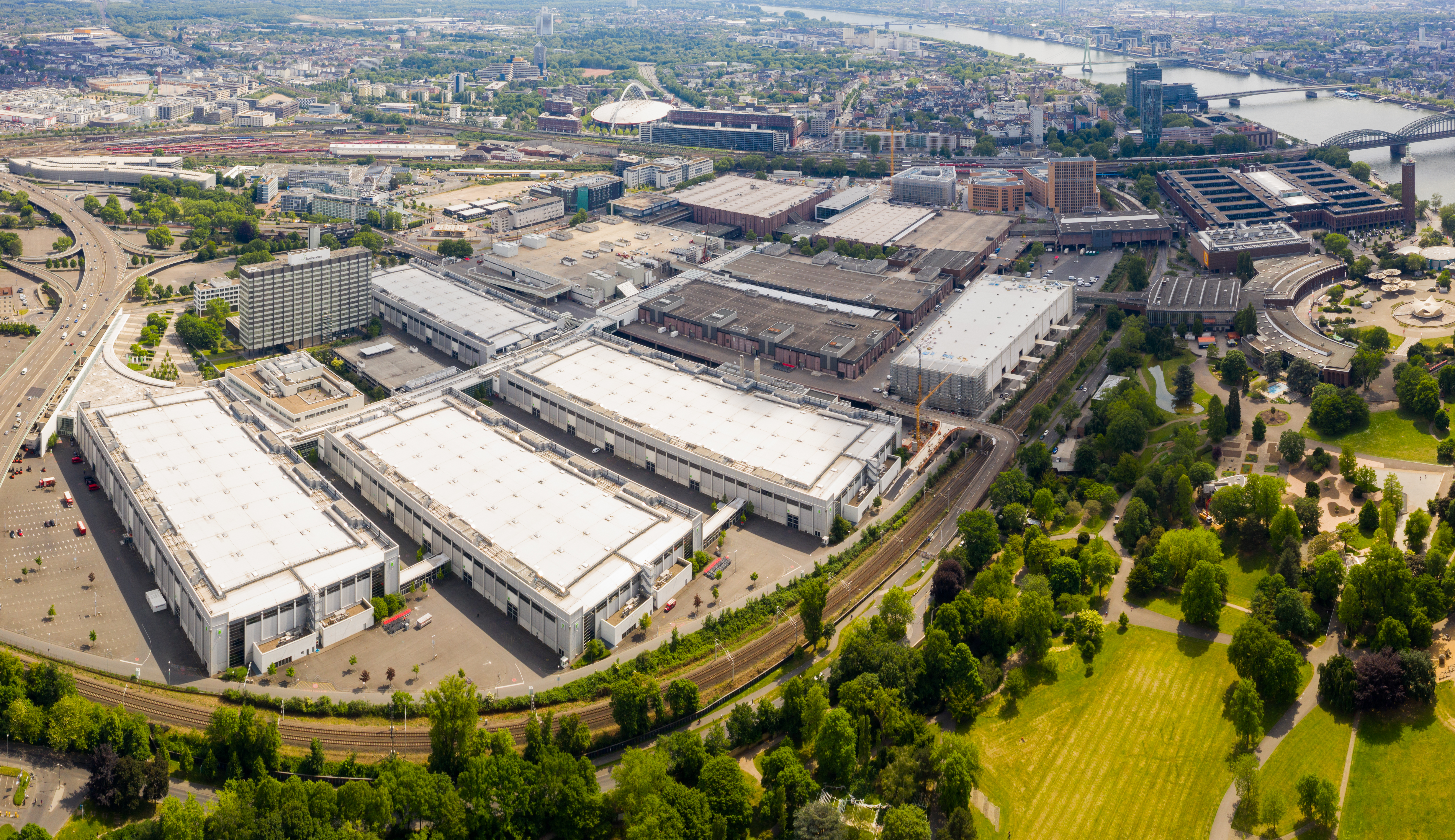
Sales d'exposicions Koelnmesse.

- la indústria alimentària, amb Intersnack;
- desenes de fires internacionals com Gamescom i Photokina, en múltiples camps, tenen lloc regularment, sobretot al recinte firal de Colònia: esport, mobles, menjar, roba, veterinaris, dentistes, decoració, fotografia, comunicació, etc.[18] Koelnmesse és l'empresa que organitza i gestiona prop de 80 fires, exposicions i esdeveniments convidats cada any. Fins a 2.000 conferències i altres esdeveniments tenen lloc cada any, durant i fora de fires, a diversos recintes firals, inclosos els de Deutz i Mühlheim.

## Llocs i esdeveniments destacats
- Catedral de Colònia: Patrimoni de la Humanitat des de 1996. Es va començar a construir en 1248, però les obres es van interrompre un llarg període; es van reprendre posteriorment, i es va concloure el 1880. Es diu que conté les restes dels tres Reis Mags, suposadament transportades des de la catedral de Milà per fer de Colònia un centre de peregrinació.
- Carnestoltes: La festa més gran i famosa de Colònia és el Karneval. Quasi tothom es disfressa, canta i balla al carrer i als bars. El Karneval dura des del Dijous Gras (Weiberfastnacht) fins al dimarts següent. Durant aquests dies hi ha desfilades amb carros. El dilluns té lloc la gran desfilada Rosenmontagszug. En total, sis dies de festa amb molta cervesa i caramels. El dimarts a la nit es crema el Nubbel per haver comès tots els pecats dels sis dies anteriors.
- Museu Romano-Germànic: col·leccions d'obres de l'antiguitat.
- Museu de la Xocolata.
- Popkomm: fira de música pop més gran d'Europa.
- Fira de dolços i llepolies.

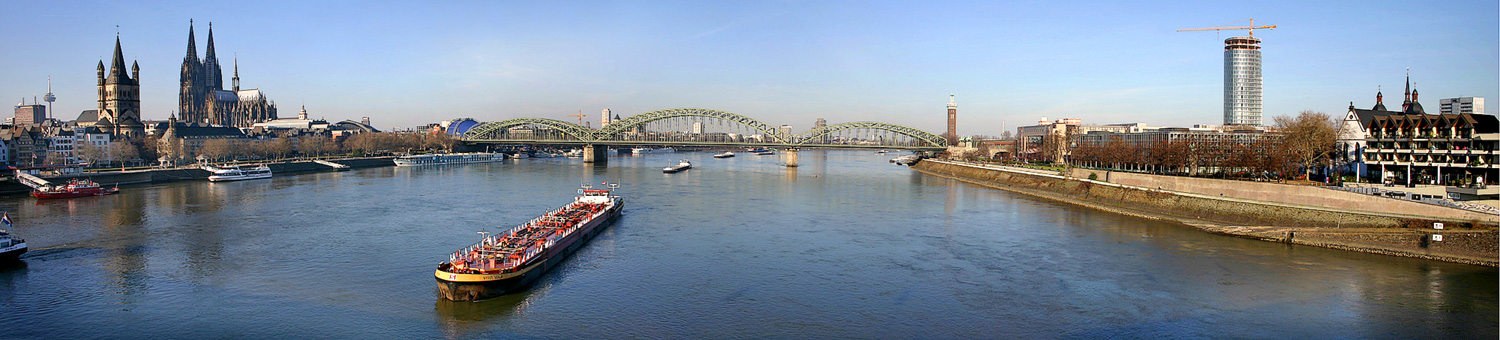
Panoràmica de Colònia des del Rin.

- Museu d'arts aplicades de Colònia (Museum für Angewandte Kunst Köln)
- Museu Wallraf–Richartz

## Ciutats agermanades
|  | - Liverpool (Regne Unit), 1952 - Esch-sur-Alzette (Luxemburg), 1958 - Lilla (França), 1958 - Lieja (Bèlgica), 1958 - Rotterdam (Països Baixos), 1958 - Torí (Itàlia), 1958 - Kyoto (Japó), 1963 - Tunis (Tunísia), 1964 - Turku (Finlàndia), 1967 - Bezirk Neukölln, (Berlín) 1967 - Klausenburg /Cluj-Napoca (Romania), 1976 - Tel-Aviv (Israel), 1979 |  | - Barcelona (Catalunya), 1984 - Pequín (República de la Xina), 1987 - Tessalònica (Grècia), 1988 - Cork (República d'Irlanda), 1988 - Corinto / El Realejo (Nicaragua), 1988 - Indianapolis (EUA), 1988 - Volgograd (Rússia), 1988 - Bezirk Treptow-Köpenick (Berlín), 1990 - Katowice (Polònia), 1991 - Betlem (Palestina), 1996 - Istanbul (Turquia), 1997 |

## Personatges cèlebres
- Konrad Adenauer, (1876-1967) polític.
- Heinrich Böll, (1917-1985), escriptor.
- Carl Bosch (1874-1940) químic i enginyer, Premi Nobel de Química de 1931.
- Hans Breuer (1868-1929]) tenor.
- Carlota Dahmen, (1886-1970) soprano.
- Gustav Doetsch (1892-1977) matemàtic.
- Richard Gompertz (1859-1921) compositor i violinista.
- Carl Venth, (1860-1938) compositor, violinista i director d'orquestra.
- Felix vom Rath (1866-1905) compositor.
- Freya von Moltke, (1911-2010) activista antinazi.
- Agnes Zimmermann, (1847-1925) pianista i compositora.